# Co.opmart
Co.opmart (còn được gọi là Co.op Mart, Co-opmart, Coopmart) là một hệ thống siêu thị bán lẻ của Việt Nam trực thuộc Liên hiệp các Hợp tác xã Thương mại Thành phố Hồ Chí Minh (Saigon Co.op). Co.opmart hiện là doanh nghiệp có nhiều siêu thị nhất Việt Nam, với hơn 140 siêu thị và đại siêu thị (bao gồm Co.opmart, Co.opmart SCA, Finelife, Co.opXtra và Co.opXtraplus). 

## Lịch sử
Khởi nghiệp từ năm 1989, sau đại hội Đảng lần thứ VI, nền kinh tế đất nước chuyển từ cơ chế bao cấp sang nền kinh tế thị trường theo định hướng Xã hội Chủ nghĩa, mô hình kinh tế Hợp tác xã (HTX) kiểu cũ thật sự khó khăn và lâm vào tình thế khủng hoảng phải giải thể hàng loạt. Trong bối cảnh như thế, ngày 12/5/1989 - UBND Thành phố Hồ Chí Minh có chủ trương chuyển đổi Ban Quản lý HTX Mua Bán Thành phố trở thành Liên hiệp HTX Mua bán Thành phố Hồ Chí Minh - Saigon Co.op với 2 chức năng trực tiếp kinh doanh và tổ chức vận động phong trào HTX. Saigon Co.op là tổ chức kinh tế HTX theo nguyên tắc xác lập sở hữu tập thể, hoạt động sản xuất kinh doanh tự chủ và tự chịu trách nhiệm.
Từ năm 1992 - 1997, cùng với sự phát triển của nền kinh tế đất nước, các nguồn vốn đầu tư nước ngoài vào Việt Nam làm cho các Doanh nghiệp phải năng động và sáng tạo để nắm bắt các cơ hội kinh doanh, học hỏi kinh nghiệm quản lý từ các đối tác nước ngoài. Saigon Co.op đã khởi đầu bằng việc liên doanh liên kết với các công ty nước ngoài để gia tăng thêm nguồn lực cho hướng phát triển của mình. Là một trong số ít đơn vị có giấy phép xuất nhập khẩu (XNK) trực tiếp của Thành phố, hoạt động XNK phát triển mạnh mẽ mang lại hiệu quả cao, góp phần xác lập uy tín, vị thế của Saigon Co.op trên thị trường trong và ngoài nước.
Sự kiện nổi bật nhất là sự ra đời siêu thị đầu tiên của hệ thống siêu thị Co.opmart là Co.opmart Cống Quỳnh vào ngày 09/02/1996, với sự giúp đỡ của các phong trào HTX quốc tế đến từ Nhật, Singapore và Thụy Điển. Từ đấy loại hình kinh doanh bán lẻ mới, văn minh phù hợp với xu hướng phát triển của Thành phố Hồ Chí Minh đánh dấu chặng đường mới của Saigon Co.op.

### Các cột mốc
- Năm 1996: Siêu thị Co.opmart đầu tiên ra đời mang tên Co.opmart Cống Quỳnh trên địa chỉ 189C, Cống Quỳnh, quận 1
- Năm 1998: Đại hội thành viên lần thứ nhất của Saigon Co.op định hướng xây dựng chuỗi siêu thị Co.opmart là hoạt động chủ lực của Saigon Co.op
- Năm 2003: Siêu thị Co.opmart tỉnh đầu tiên ra mắt khách hàng tại miền Trung mang tên Co.opmart Quy Nhơn tại địa chỉ 07 Lê Duẩn, P.Lý Thường Kiệt, Tp.Qui Nhơn, tỉnh Bình Định
- Năm 2004: Siêu thị Co.opmart tỉnh thứ 2 ra mắt khách hàng tại thành phố Cần Thơ mang tên Co.opmart Cần Thơ tại địa chỉ số 1 Đại lộ Hòa Bình, P. Cái Khế, Q.Ninh Kiều, TP.Cần Thơ
- Năm 2010: Siêu thị Co.opmart đầu tiên khai trương ở Thủ đô Hà Nội mang tên Co.opmart Sài Gòn Thành phố Hà Nội (nay gọi là Co.opmart Hà Đông) tại địa chỉ Km số 10, Đường Nguyễn Trãi, P. Mộ Lao, Q. Hà Đông, Hà Nội, nâng tổng số siêu thị Co.opmart trên toàn quốc lên con số 50.
- Năm 2012: Hệ thống siêu thị Co.opmart thay đổi bộ nhận diện
- Năm 2013: Khai trương đại siêu thị Co.opXtraplus Linh Trung (Thủ Đức - TPHCM)
- Năm 2014: Khai trương Trung tâm thương mại Sense City đầu tiên tại Cần Thơ (nâng cấp Co.opmart Cần Thơ)
- Năm 2015: Khai trương đại siêu thị Co.opXtra Tân Phong tại tầng 2 - 3 Trung tâm thương mại SC Vivo City (Quận 7 - TPHCM)
- Năm 2016: Từ ngày 22 - 24/4/2016, Saigon Co.op tổ chức "Ngày hội khách hàng Co.opmart 2016" nhằm tri ân người tiêu dùng đã tin yêu và ủng hộ hệ thống siêu thị Co.opmart trong 20 năm qua và thiết thực chào mừng ngày lễ 30/4 ý nghĩa.
- Năm 2018: Ngày 19/10/2018, khai trương Co.opmart Duyên Hải tại Đường Lý Thường Kiệt, P.1, thị xã Duyên Hải, tỉnh Trà Vinh, là thành viên thứ 100 của hệ thống siêu thị Co.opmart.[2]
- Năm 2019: Ngày 15/11/2019, khai trương Co.opmart Tô Ký tại số 557 Đường Tô Ký, P. Trung Mỹ Tây, (Quận 12 - TPHCM), là siêu thị thứ 4 trong hệ thống các siêu thị Co.opmart tại Quận 12.
- Năm 2021: Ngày 29/05/2021, khai trương Co.opmart TTTM Thắng Lợi tại  2 Đường Trường Chinh, P. Tây Thạnh, (Quận Tân Phú- TPHCM)

## Các thông tin liên quan

### Mua lại Auchan Việt Nam
Từ 28/6/2019, Saigon Co.op tiếp quản toàn bộ hoạt động kinh doanh và nhân sự của 18 siêu thị Auchan Việt Nam.
Saigon Co.op và nhà bán lẻ Pháp Auchan cho biết hai bên đã đạt thoả thuận chuyển giao tất cả hoạt động bán lẻ Auchan tại thị trường Việt Nam, theo đó, Saigon Co.op sẽ nhận chuyển giao 15 cửa hàng, trong đó 3 cửa hàng còn hoạt động cùng các hoạt động thương mại điện tử, nền tảng online của Auchan. Sau đó, toàn bộ hệ thống, nhân sự, hàng hóa của Auchan tại Việt Nam được Saigon Co.op quản lý. Các thành viên của Auchan sẽ được chuyển đổi sang thành viên của Saigon Co.op theo nguyện vọng.

## Giải thưởng, bằng khen
Hệ thống đã nhận được những danh hiệu:
| Danh hiệu "Anh hùng lao động thời kỳ đổi mới" (năm 2000)                                                                                            |
| Huân chương Độc lập hạng III (2009), Huân chương Độc lập hạng II (2014)                                                                             |
| Thương hiệu dịch vụ được hài lòng nhất (2007 - 2013)                                                                                                |
| Thương hiệu Việt được yêu thích nhất |
| Doanh nghiệp thương mại dịch vụ xuất sắc nhất (2007 - 2010)                                                                                         |
| Cúp tự hào thương hiệu Việt (2010 - 2011) |
| Giải vàng Nhà bán lẻ hàng đầu Việt Nam (2004 - 2010 & 2013 - 2014)                                                                                  |
| Giải thưởng chất lượng Châu Âu (2007) |
| Top 200 doanh nghiệp hàng đầu Việt Nam (2007) |
| Giải vàng thượng đỉnh chất lượng quốc tế (2008) |
| Top 500 Nhà bán lẻ hàng đầu Châu Á - Thái Bình Dương (2004 - 2014)                                                                                  |
| Dịch vụ khách hàng xuất sắc 2013 FAPRA (9/2013 - Liên đoàn các hiệp hội bán lẻ Châu Á - Thái Bình Dương (FAPRA) trao tặng)                          |
| Doanh nghiệp Thành phố Hồ Chí Minh tiêu biểu 2013 (14/10/2013 - Hiệp hội DN TPHCM)                                                                  |
| Top 10 thương hiệu được tìm kiếm nhiều nhất tại Việt Nam trong năm 2013 (Google)                                                                    |
| Thương hiệu vàng - Thương hiệu Việt được yêu thích nhất (5/1/2014 - Báo SGGP)                                                                       |
| Top 500 Doanh nghiệp lớn nhất Việt Nam 2013 (17/1/2014 - Công ty CP Báo cáo đánh giá Việt Nam (Vietnam Report) phối hợp với Báo VietNamNet công bố) |
| Giải "Best of the Best - Top 10 nhà bán lẻ xuất sắc tiêu biểu nhất Châu Á - Thái Bình Dương năm 2014" do Tạp chí Retail Asia trao tặng.             |
| Top 10 Sản phẩm thương hiệu Việt tiêu biểu xuất sắc năm 2014.                                                                                       |
| Top 200 nhà bán lẻ hàng đầu Châu Á - Thái Bình Dương 2015.                                                                                          |